# 카트 (영화)
《카트》는 2014년에 개봉한 대한민국의 영화이다. 부지영 감독의 두 번째 장편 연출작으로, 염정아, 문정희, 김영애, 김강우가 출연했다.
2014년 9월 토론토 국제 영화제에서 처음 공개되었고, 같은 해 11월 13일 대한민국 극장에 개봉했다.

## 줄거리
대형 마트에서 일하는 계약직 직원인 선희, 혜미, 순례는 정규직 전환을 꿈꾸며 열심히 일한다. 특히 선희는 두 아이를 키우며 정규직이 되어 더 나은 환경을 제공하려 노력한다. 그러나 회사 측은 갑작스럽게 계약직 직원 전원 해고를 통보하고, 이에 부당함을 느낀 선희, 혜미, 순례를 비롯한 직원들은 파업을 결심한다. 소극적이었던 선희는 시위의 중심에 서게 되면서 자신의 강인한 면모를 발견하고, 이는 소원했던 아들 태영과의 관계에도 영향을 미친다. 초반에는 소극적이었던 이들은 점차 회사의 부당함에 맞서 목소리를 높이고 파업은 점차 격렬해진다. 회사 측의 탄압에도 불구하고, 이들은 연대하며 서로에게 힘이 되어주지만, 파업을 주도하던 혜미가 회사의 압박에 굴복하면서 파업은 위기를 맞게 된다.

## 캐스팅
- 염정아 : 선희 역
- 문정희 : 혜미 역
- 김영애 : 순례여사 역
- 김강우 : 동준 역
- 도경수 : 태영 역
- 황정민 : 옥순 역
- 천우희 : 미진 역
- 이승준 : 최 과장 역
- 지우 : 수경 역
- 박수영 : 점장 역
- 송지인 : 예린 역
- 황재원 : 민수 역
- 신성원 : 본사직원 역
- 김수안 : 민영 역
- 윤상훈 : 법무팀원 역
- 조은아 : 계산원 2 역
- 김추월 : 청소원 1 역
- 박혜진 : 청소원 2 역
- 박미나 : 청소원 3 역
- 김현 : 계산원 6 역
- 장리우 : 계산원 18 역
- 박지연 : 계산원 21 역
- 이창훈 : 정직원 1 역
- 성노진 : 정직원 5 역
- 경성환 : 정직원 7 역
- 나연수 : YTN기자 역
- 박근혜 : 촛불집회 가수 역
- 유상철 : 촛불집회 노무사 역
- 송경동 : 촛불집회 사회자 역
- 정경섭 : 집배원 역
- 최병윤 : 대체알바 1 역
- 이휘종 : 대체알바 2 역
- 목규리 : 대체알바 3 역
- 유지은 : 대체알바 4 역
- 김흥태 : 용역 1 역
- 정연규 : 용역 2 역
- 김미승 : 여경 1 역
- 김미지 : 여경 2 역
- 나혜인 : 여경 3 역
- 남보배 : 여경 4 역
- 심혜주 : 여경 5 역
- 윤차희 : 여경 6 역
- 이보미 : 여경 7 역
- 이은숙 : 여경 8 역
- 이주현 : 여경 9 역
- 한소희 : 여경 10 역
- 홍인아 : 여경 11 역
- 권혁 : 선희 남편 사진 역
- 안영현 : 어린 태영 사진 역
- 고윤소 : 어린 민영 사진 역
- 이정은 : 계산원 1 역
- 김희원 : 편의점사장 역 (특별출연)
- 길해연 : 진상고객 역 (특별출연)

## 영화 정보
- 영화 카트는 2007~2008년 이랜드그룹의 계열 마트 홈에버에서 일했던 비정규직 여성노동자들의 투쟁을 바탕으로 한 실화이며, 한국 상업영화 사상 최초로 비정규직 문제를 정면으로 다룬 영화이다.[1][2]
- 2007년 7월 14일 농성 시위가 이뤄지고 있던 마포구 홈에버 월드컵몰점을 응원차 찾았다가 경찰의 해산 명령에 따르지 않은 혐의로 현행범으로 연행된 후 기소된 김종철 전 노동당 부대표 등 6명의 시위 참가자들에게 2014년 11월 7년 만에 무죄가 선고됐다.[3]

## 수상
- 2014년 제19회 부산국제영화제 오픈 시네마
- 2014년 제39회 토론토국제영화제 시티 투 시티
- 2014년 제34회 하와이국제영화제 한국영화 부문
- 2014년 제4회 CINE ICON: KT&G 상상마당 배우기획전 CINE ICON
- 2015년 제17회 서울국제여성영화제 쟁점들
- 2015년 제36회 청룡영화상 여우조연상, 각본상
- 2015년 제51회 백상예술대상 수상 영화 여자최우수연기상 (문정희), 시나리오상 (김경찬)
- 2015년 제52회 대종상 영화제 여우조연상, 남우조연상
- 2015년 제20회 춘사영화제 각본상, 우수연기상(여자)
- 2015년 제35회 한국영화평론가협회상 수상 영평 10선 (부지영)
- 2015년 제44회 로테르담 국제영화제 시그널: 왓 더 F?!
- 2015년 제9회 아시안 필름 어워드 신인상
- 2015년 제17회 우디네 극동영화제 한국영화
- 2015년 제24회 부일영화상 수상 여우 조연상 (문정희)
- 2015년 제33회 샌프란시스코 국제 아시안 아메리칸 영화제 시네마시아
- 2015년 제30회 산타바바라 국제영화제 팬 아시아
- 2015년 제14회 뉴욕 아시아 영화제 상영작
- 2015년 제10회 파리한국영화제 페이사쥬
- 2015년 제6회 부산평화영화제 부지영 감독 특별상영
- 2016년 제30회 프리부르 국제영화제 장르영화
- 2016년 제11회 런던한국영화제 특별상영
- 2017년 제5회 무주산골영화제 상영작 - 길
- 2019년 제17회 피렌체 한국영화제 상영작